# Heterothyone ocnoides
Heterothyone ocnoides är en sjögurkeart som först beskrevs av Arthur Dendy 1896.  Heterothyone ocnoides ingår i släktet Heterothyone och familjen Heterothyonidae. Inga underarter finns listade i Catalogue of Life.